# محمد الطيب الناصري
محمد الطيب الناصري كان سياسيا ومحاميا مغربيا ووزيرا سابقا. توفي بالرباط في 29 ماي 2012.